# Apomixie
En botanique, l'apomixie (du grec apo, « à l'écart » et mixis, « mélange ») ou apogamie (du grec apo, « à l'écart » et gamos, « union »), est une forme de multiplication asexuée, sans fécondation ni méiose, qui fait intervenir la graine sans qu'il y ait union entre gamètes mâles et femelles. La pollinisation ne conduit pas à la formation d'une graine contenant un embryon comportant un apport génétique du pollen, mais stimule le développement de l'une des cellules diploïdes de l'ovule qui reproduit ainsi le génotype strictement maternel.
La méiose modifiée crée des graines génétiquement identiques à la plante mère. Bien que les avantages évolutifs liés à la reproduction soient perdus (élimination des mutations délétères, brassage génétique augmentant le potentiel adaptatif), l'apomixie transmet des mutations somatiques, permettant ainsi une forme d'évolution. Elle favorise aussi la colonisation de nouveaux milieux assez loin de la plante mère grâce à la propagation des graines.
Les plantes apomictiques sont génétiquement identiques d'une génération à l'autre, certaines lignées ont les caractères d'une espèce à part entière et maintiennent des différences phénotypiques avec leurs congénères apomictes, tout en ayant entre elles des différences plus minimes que celles existantes entre les espèces de la plupart des genres. Les apomictes sont donc souvent appelés micro-espèces.
Dans certains genres, il est possible d'identifier et de nommer des centaines voire des milliers de micro-espèces, qui peuvent être regroupées sous le nom d'espèces agrégées, généralement répertoriées dans les flores sous la convention « Genre espèce agg. » (par exemple : la ronce commune, Rubus fruticosus agg.).

## Évolution
Les plantes apomictiques étant génétiquement identiques d'une génération à l'autre, chaque lignée possède certains caractéristiques d'une espèce véritable, conservant ainsi des distinctions avec les autres lignées apomictiques au sein du même genre, tout en présentant des différences bien plus faibles que la normale entre les espèces de la plupart des genres. On les appelle donc souvent micro-espèces.
Dans certains genres, il est possible d'identifier et de nommer des centaines, voire des milliers, de micro-espèces, qui peuvent être regroupées sous forme d'agrégats d'espèces, généralement répertoriés dans les flores sous la convention « Genus species agg. » (comme le ronce, Rubus fruticosus agg.). Dans certaines familles de plantes, les genres apomixiques sont assez courants, par exemple chez les Astéracées, les Poacées et les Rosacées. On trouve des exemples d'apomixie chez les genres Crataegus (aubépines), Amelanchier (amélanchier), Sorbus (sorbiers des oiseleurs et alisiers blancs), Rubus (ronces ou mûres), Poa (graminées des prés), Nardus stricta (herbe à tapis), Hieracium (épervières) et Taraxacum (pissenlits). L'apomixie est présente chez environ 10 % des fougères existantes dans le monde. Parmi les fougères polystichoïdes, l'apomixie a évolué plusieurs fois indépendamment dans trois clades différents.
La plupart des plantes apomictiques conservent un certain potentiel de reproduction sexuée. L'apomixie facultative signifie que l'apomixie ne se produit pas toujours et qu'une reproduction sexuée peut également se produire de temps en temps,. L'apomixie obligatoire (c'est-à-dire lorsque la plante ne peut plus se reproduire sexuéement) n'est généralement pas propice à la fitness évolutive, car elle ne favorise pas la propagation de nouveaux gènes au sein d'une population et entraîne généralement une réduction de la diversité génétique. Cependant, comme de nombreuses espèces apomictiques conservent au moins une certaine capacité à se reproduire sexuée, leur caractère apomictique facultative leur permet de prospérer dans des environnements où la pollinisation est difficile ou impossible. Par la suite, lorsque les conditions le permettent, elles peuvent reprendre une reproduction sexuée. Ainsi, l'apomixie facultative confère à une espèce une capacité accrue d'adaptation et de survie dans des environnements difficiles. Cette caractéristique peut donc être considérée comme un comportement de « refuge », une adaptation évolutive potentiellement avantageuse.

## Apomixie chez les plantes à fleurs: mécanismes et incidence

### Mécanismes
Chez les plantes à fleurs, l'agamospermie, reproduction asexuée par les graines, se produit chez les plantes à fleurs par de nombreux mécanismes différents. L'agamospermie se présente principalement sous deux formes : 
- Diplosporie ou l'apomixie gamétophytique:  l'embryon naît d'un ovule non fécondé (c'est-à-dire par parthénogenèse) dans un gamétophyte produit à partir d'une cellule n'ayant pas achevé sa méiose.
- Aposporie ou apomixie sporophytique: un embryon est formé directement 'à partir d'une cellule végétative diploïde du sporophyte et non pas à partir d'une spore haploïde, comme c'est normalement le cas[8].'

Le contrôle génétique de l'apomixie peut impliquer une seule modification génétique affectant tous les principaux composants du développement : la formation du mégagamétophyte, la parthénogenèse de l'ovule et le développement de l'albumen. Cependant, le moment des différents processus de développement est essentiel au bon développement d'une graine apomictique, et ce moment peut être influencé par de multiples facteurs génétiques.

### Incidence
L'apomixie est présente dans au moins 33 familles de plantes à fleurs et a évolué à plusieurs reprises à partir de parents sexués,. Les espèces apomictiques ou les plantes individuelles sont souvent d'origine hybride et sont généralement polyploïdes.
Chez les plantes présentant une embryologie à la fois apomictique et méiotique, la proportion des différents types peut varier selon les périodes de l'année, et la photopériode peut également modifier cette proportion. Il semble peu probable qu'il existe des plantes véritablement apomictiques, car de faibles taux de reproduction sexuée ont été observés chez plusieurs espèces que l'on croyait auparavant entièrement apomictiques.

## Exemples
On peut trouver des exemples de plantes apomictiques dans les genres suivants : le mil, la potentille, le cotoneaster, l'aubépine, Sorbus (Sorbier des oiseleurs et Alisier blanc), Rubus (ronces ou mûres), Hieracium et les pissenlits du genre Taraxacum. Certains pommiers comme Malus hupehensis sont apomictiques.
Certains agrumes sont aussi capables d'apomixie. On peut parler aussi, dans ce cas au moins, d’automixie; et cela a des applications en agronomie, en permettant de fixer des caractères génétiques intéressants et en supprimant toute variabilité génétique de ces caractères. Sur ce genre Citrus, on fait référence aussi à de l'Agamospermie, on constate par exemple une polyembryonisation, dans laquelle on peut trouver plusieurs embryons par graine, certains sexuels, d'autres asexuels.
Un exemple d'apomixie mâle a été récemment découvert chez le Cyprès du Tassili, Cupressus dupreziana, où les graines sont dérivées entièrement du pollen sans contribution génétique du « parent » femelle.